# Diguetia canities
Diguetia canities is een spinnensoort uit de familie Diguetidae. De soort komt voor in de Verenigde Staten en Mexico.